# Thierry Debès
Thierry Debès (* 13. Januar 1974 in Straßburg) ist ein ehemaliger französischer Fußballspieler und heutiger -trainer. Aufgewachsen in Stutzheim (seit Stutzheim-Offenheim), begann Debès mit dem Fußball in Brumath, wo er von den Sichtern des SC Schiltigheim gesichtet wurde. Er begann mit seiner Profikarriere beim damaligen elsässischen Vorzeigeklub Racing Straßburg, mit dem er 2001 zwar abstieg, jedoch den französischen Pokal gewann. 2002 wechselte er auf Leihbasis zu Grenoble Foot. 2003 wechselte er gänzlich zu diesem Klub. Danach spielte er drei Jahre bei EA Guingamp, von dem er 2007 zu AC Ajaccio wechselte. 2011 stieg er mit diesem in die Ligue 1 auf. 2012 beendete er seine Karriere. Seitdem ist Debès Torwarttrainer im Klub. Im Jahr 2014 war Debès für einen Monat Interimstrainer in Ajaccio. Im Januar 2025 wurde er erneut Interimstrainer.